# Platycoelia wallisi
Platycoelia wallisi är en skalbaggsart som beskrevs av Ohaus 1904. Platycoelia wallisi ingår i släktet Platycoelia och familjen Rutelidae. Inga underarter finns listade i Catalogue of Life.